# Улица Мурахтова (Чернигов)
Улица Мурахтова (укр. Вулиця Мурахтова) — улица в Новозаводском районе города Чернигова, исторически сложившаяся местность (район) Заречный. Пролегает от автодороги «Р-56» до Павловской улицы (Трисвятская Слобода). Часть улицы относится к сёлам Киенка и Трисвятская Слобода Черниговского района. 
Примыкают улицы  Дешина, Заречная, Полянская, Запрудная, Рябиновая.

## История
Улица была проложена в начале 1970-е годы в посёлке Заречный Новозаводского района от Михайло-Коцюбинского шоссе в южном направлении до Заречной улицы. Была застроена индивидуальными домами.
15 августа 1973 года новая улица получила современное название — в честь Героя Советского Союза Павла Кузьмича Мурахтова, согласно Решению исполнительного комитета Черниговского городского совета народных депутатов № 567.
В Решении исполнительного комитета  № 567 была допущена техническая ошибка, где улица названа Муратова. Решением исполнительного комитета Черниговского городского совета № 164 от 15 июня 2009 года «Про утверждение Перечня улиц города Чернигова» (Про затвердження Переліку вулиць міста Чернігова) было внесено уточнение в название улицы — Мурахтова.

## Застройка
Парная и непарная стороны улицы заняты усадебной застройкой. Улица пролегает параллельно улице Чкалова в южном направлении с уклоном на запад от автодороги «Р-56». В границах города Чернигова длина улицы составляет 0,3 км, вне города — 0,33 км. После примыкания Полянской улицы пересекает границу города Чернигова и далее расположена в Черниговском районе, где застройка относится к сёлами Киенка и Трисвятская Слобода. 
Учреждения: нет.